# Vrba Matsudova
Vrba Matsudova (Salix matsudana Koidz.) je druh vrby, který někteří botanici považují za poddruh vrby babylónské Salix babylonica var. pekinensis. Od ní se liší přítomností dvou nektárií v květu, zatímco vrba babylónská má jen jedno. Pochází ze severovýchodu Číny a z Koreje. Pěstuje se jako okrasná dřevina, a to zejména varieta Tortuosa, která má spirálovité větve.